# Estirpe Imperial
Estirpe Imperial RAC este o formație spaniolă fondată în 1991 la Madrid.

## Discografie
- 1995 - "Herederos de una Historia"
- 1996 - "Himnos de Gloria"
- 2003 - "Nacidos para la Gloria"

Album
- 2000 - "Seguimos Vivos"
- 2007 - "Sin Miedo"

Singles/EPs
- 1993 - "Estirpe Imperial"
- 2010 - "Morir O Vencer"

Kompilation
- 1998 - "Disco de presentacion / Herederos de una historia"
- 1999 - "Una Grande Fuerte"